# Rilly-sur-Aisne
Rilly-sur-Aisne is een gemeente in het Franse departement Ardennes (regio Grand Est) en telt 110 inwoners (2009). De plaats maakt deel uit van het arrondissement Vouziers.

## Geografie
De oppervlakte van Rilly-sur-Aisne bedraagt 3,5 km², de bevolkingsdichtheid is dus 31,4 inwoners per km².
De onderstaande kaart toont de ligging van Rilly-sur-Aisne met de belangrijkste infrastructuur en aangrenzende gemeenten.

## Demografie
Onderstaande figuur toont het verloop van het inwonertal (bron: INSEE-tellingen).

Vanwege een beveiligingsprobleem met de MediaWiki Graph-software is het momenteel niet mogelijk deze grafiek weer te geven. Zodra de software is bijgewerkt zal de grafiek vanzelf weer zichtbaar worden.

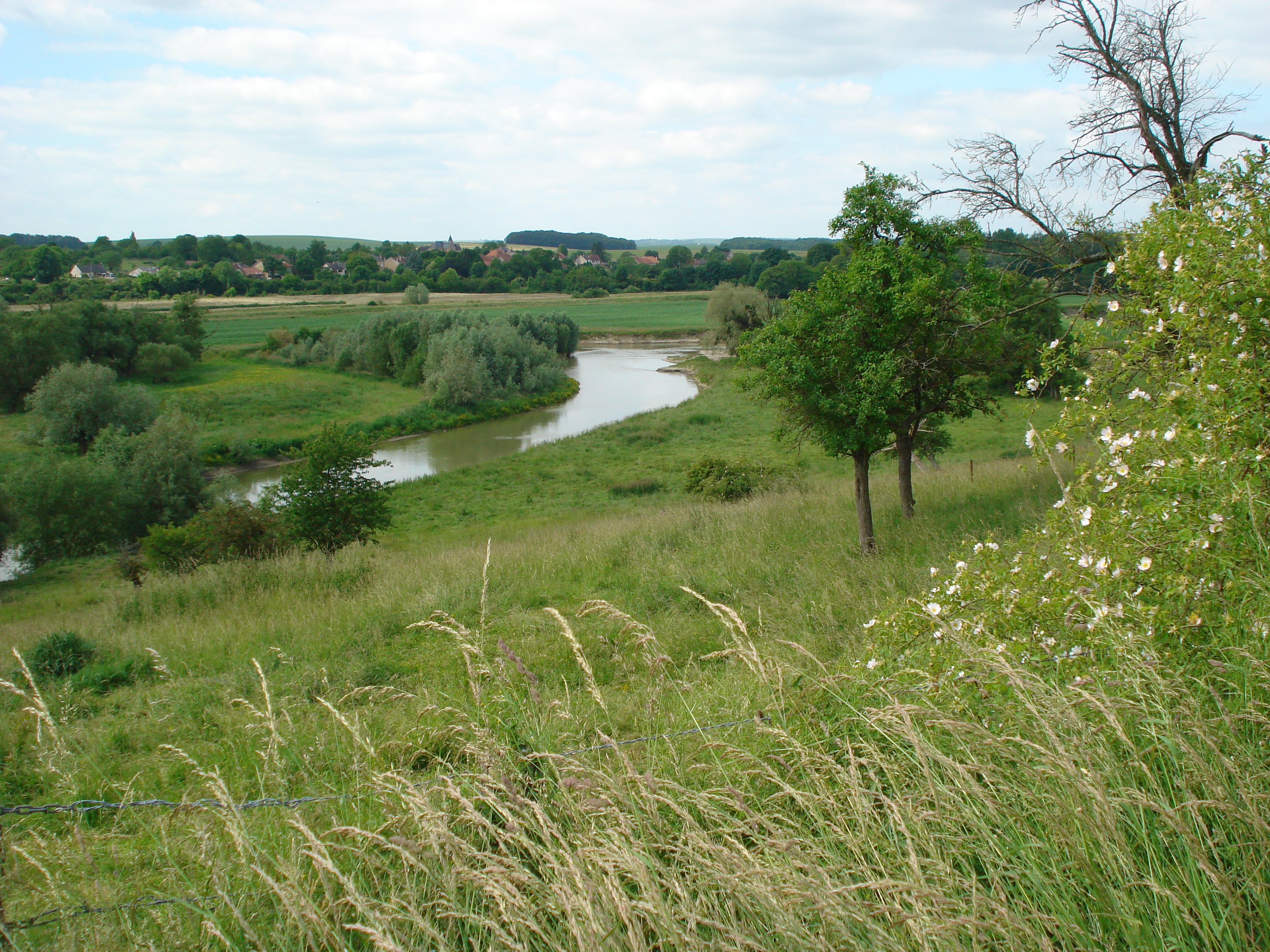
De Aisne ten noorden van Rilly